# Пеньково (Старорусский район)
Пеньково — деревня в Старорусском районе Новгородской области в составе Наговского сельского поселения.

## География
Находится в южной части Новгородской области на расстоянии приблизительно 10 км на север-северо-запад по прямой от железнодорожного вокзала города Старая Русса.

## История
На карте 1840 года уже была обозначена. В 1908 году здесь (деревня Старорусского уезда Новгородской губернии) было учтено 78 дворов.

## Население
Численность населения: 504 человека (1908 год), 100 (русские 97 %) в 2002 году, 122 в 2010.